# Kourcha-2
Kourcha-2 (en russe : Ку́рша-2), nommée ainsi d'après un panneau routier, était une communauté industrielle située au milieu de la plaine de Mechtchera, dans l'oblast de Riazan, en Russie, à environ 300 km à l'est de Moscou. Ce centre a été construit peu après la révolution d'Octobre pour l'exploitation des forêts locales et a été anéanti par une tempête de feu le 3 août 1936. La catastrophe a causé la mort de plus de 1000 victimes humaines, ce qui en fait le second incendie de forêt le plus meurtrier au monde.
Une voie ferrée étroite partait de la ligne principale du chemin de fer Trans-Mechtchera jusqu'à Kourcha-2, puis s'étendait jusqu'à Lessomachinny et Tcharous. Plus de 1000 personnes vivaient dans ce village de bûcherons dans les années 1930. Les trains transportaient le bois jusqu'à Toumskaïa ( ru ), où il était finalisé.

## Incendie

### Déroulement
Début août 1936, une tempête de feu se déclare près de Tcharous, peut-être déclenchée par une étincelle provoquée par un train sur la ligne Kourcha-2 - Tcharous et au sud-est de Kourcha-2. Alternativement, le feu aurait pu être déclenché par un orage sec le 2 août. La tempête de feu s'est étendue vers le nord, augmentant en intensité pour devenir un feu aérien ou de cimes, une conflagration violente qui consomme les éléments inflammables de la canopée.
Dans la nuit du 2 au 3 août, un train vide est arrivé à Kourcha-2. À ce stade, plus de 1000 hectares étaient atteints par les flammes et le feu s'intensifiait rapidement. Dans sa progression, il passa près de Koltoukhi. Comme l'a décrit un témoin, "la forêt ne brûlait pas, mais explosait" et "le feu traversait la forêt avec un énorme rugissement, et sa vitesse était si élevée que presque personne n'est parvenu à s'échapper". La même source signala des tornades de feu et des panaches de fumée noire atteignant des hauteurs énormes. D'autres témoins rapportent que la vitesse de la tempête de feu était d'environ 30 km/h. Mais Koltoukhi fut épargné : le champ séparant le village de la forêt empêcha le feu d'atteindre le village. C'est alors que les villageois comprirent où se dirigeait le feu : directement vers Kourcha, qui était à 3 km et entouré d'une pinède.
L'équipage du train, sur le chemin de Tcharous, aperçu de loin les panaches de fumée, et proposa d'évacuer les enfants et les femmes de la colonie, mais un répartiteur ordonna que du bois soit quand même chargé sur le train. Ce travail se prolongea pendant quelques heures, ce qui fit perdre un temps précieux. Le danger n'est vraiment devenu apparent qu'au moment où la tempête de feu atteignit la colonie. Il n'y avait pas assez de place sur le train pour évacuer tous les colons paniqués, et des centaines ont été forcés de rester à la gare. Les évacués étaient assis sur les attelages des voitures, la machine à vapeur et sur la cargaison des rondins de bois. Une fois parti, le train atteint un pont sur le canal au nord de Kourcha-2, mais il était déjà en feu. Alors que le train tentait de traverser le pont, il prit feu. Le train fut piégé et incendié avec presque tous les passagers à bord, y compris le fret, tandis que seulement 29 ont réussi à se sauver. Ceux qui ont survécu n'ont pas cherché refuge dans le fossé bordant la voie ferrée, mais ils ont couru tout droit vers le mur de feu et l'ont traversé, ce qui leur a permis de survivre mais au prix de graves brûlures. Ceux qui étaient restés sur le train ou dans le fossé ont tous été tués.
Pendant que cette tragédie se déroulait, les personnes restées à Kourcha-2 cherchaient des moyens de se sauver de l'incendie. Certains d'entre eux se sont enfouis dans le sable, s'enveloppant d'une couverture mouillée. D'autres se sont cachés dans des puits et dans l'étang du village. Ceux qui se sont cachés dans des puits ont été tués lorsque le feu balaya le village et ils furent ensevelis sous des débris de bois. Lorsque l'incendie s'est propagé, seul le magasin du village était resté debout, avec 78 survivants dans le village, dont 75 atteints de brûlures plus ou moins graves. Lorsque les incendies se sont calmés, tout ce qui restait était un paysage terriblement brûlé, des habitations carbonisées, et des corps calcinés partout.

### Conséquences
À la suite de la tempête de feu, 1200 personnes sont mortes, dont des bûcherons (certains étaient embauchés par des villages voisins), leurs familles, des cheminots et des soldats. Le feu perdit de sa force peu après la catastrophe, lorsque le 4 août, une averse s'est abattue sur la région.
Initialement, le journal Novaïa Mechtchera publia une note qui parlait de 250 morts. Le 16 août, une réunion de responsables annonça le nombre de 313 morts. Cependant, 1 000 tombes ont été enregistrées à Touma comme ayant reçu l'ordre d'enterrer les victimes de Kourcha-2, mais elles furent rapidement occupées.
La tragédie a été volontairement minimisée et rapidement écartée par les médias soviétiques : seuls quelques brefs communiqués ont été rendus publics ; le seul rappel de cet événement était une fosse commune près des ruines du dépôt de locomotives. La colonie a été restaurée, mais à plus petite échelle. Peu de temps après la Seconde Guerre mondiale, elle a été dépeuplée, le chemin de fer Kourcha-Tcharous démantelé, et par la suite, seuls des forestiers vivaient à Kourcha-2. Aujourd'hui, la colonie est en ruines et le seul habitant de la région, en 2006, était une femme de 90 ans qui survécut en s'échappant du train en feu avec l'aide d'un autre homme à travers les flammes. Sa mère et ses sœurs sont décédées le même jour.